# Алёна и Аспирин
«Алёна и Аспири́н» — фантастический роман Марины и Сергея Дяченко, получивших звание лучших писателей-фантастов Европы в 2005 году.
Роман является своеобразным продолжением повести «Горелая Башня», на его страницах вновь появляется Пёстрый Флейтист (Гамельнский крысолов) — правда, на этот раз он выступает в роли второстепенного персонажа.

## Сюжет
Диджей Аспирин, возвращаясь домой после вечернего радиоэфира, подбирает во дворе маленькую девочку с плюшевым медвежонком. Утром девочка Алёна рассудительно заявляет, что не будет уходить из квартиры Аспирина, и предлагает считать себя его незаконной дочерью. Затем оказывается, что Алёна — кто-то вроде ангела, она попала в наш мир из иной, совершенной вселенной, явившись сюда в поисках брата…

## Главные герои
- Аспирин — главный герой.
- Алёна — девочка, пришедшая на Землю за своим братом.

## Критика
Критик Василий Владимирский относит этот роман к жанру философской фантастики и называет супругов Дяченко достойными продолжателями «четвёртой волны» отечественной фантастики. Роман, имеющий начало, характерное для криминального текста, поднимает затем проблемы конфликта двух миров — «совершенного и несовершенного, завершённого и находящегося в процессе творения». В. Владимирский пишет, что «Алёна и Аспирин» — о том, как поведёт себя «ангел, спустившийся на нашу грешную землю», «как отреагирует взрослый самостоятельный мужчина, полагающий, что нашел своё место в жизни, на все эти сказки об ином мире?.. Супруги Дяченко тщательно исследуют все варианты: умение описывать поведение человека в немыслимой, дикой, экстремальной ситуации всегда было сильной стороной киевского дуэта».
По мнению писателя и критика Марии Галиной, «Алёна и Аспирин» формально (в отношении единства композиции, целостности места действия и времени) ближе к жанру повести, чем романа, но наполнение этого произведения — романного масштаба. Тема «Алёны и Аспирина» — совесть и ответственность. Галина также отмечает, что мир, изображённый в «Алёне и Аспирине», немного хуже, жёстче, чернушней, чем наш: «Грязные подворотни, подземные переходы, забитые нищими и попрошайками, гаражи, свалки, озверевшие подростки… Ночные клубы, офисы, банкетные залы…» А также учителя музыкальной школы, люди мелкие и корыстные. В романе Дяченко почти нет хороших людей — «Алёну предают и спасают из корысти, из страха, из слабоволия». В то же время, по словам Галиной, «этот ужасный, жестокий, „мёртвый“ мир на деле гораздо более живой», чем тот, из которого явилась Алёна, и может меняться, как постепенно меняется приютивший девочку Аспирин. Критик пишет: «Оказывается, чтобы спасти мир, вовсе не нужно совершать ничего запредельного. Достаточно просто поступать ПО-ЧЕЛОВЕЧЕСКИ», как сделал это Аспирин, «хотя бы иногда».

## Издания
Роман впервые издан на русском языке в серии «Стрела Времени» в 2006, в которой, кроме этой книги, опубликованы книги Г. Л. Олди «Путь меча», «Нопэрапон, или По образу и подобию» и «Пасынки восьмой заповеди». В книгу, кроме романа «Алёна и Аспирин», вошли повести «Зоопарк» и «Зеленая карта», а также рассказы «Демография» и «Перевёртыши».
Роман также вошёл в сборники «Долина Совести» и «Трон».

## Переводы
- Украинский: «Олена й Аспірин», изд. «Теза», 2006 (пер. Ивана Андрусяка) ISBN 966-8317-52-1. Украинское издание выпущено на несколько месяцев раньше, чем русское.